# 姜浩順
姜浩順（： Kang Ho-sun，1969年10月10日—）是一名韓國連續殺人犯，於2005年10月至2008年12月間犯下殺害10名被害人的重案。他主要在京畿道的水原市、安山市、龍仁市、平澤市、華城市、儀旺市、始興市、烏山市、安養市以及軍浦市等地，連續綁架並殺害多名女性。
2009年1月25日，姜浩順因涉嫌在2008年12月19日殺害在京畿道軍浦市失蹤的一名女大學生而被警方逮捕。在後續的調查中，警方發現從2006年9月7日至2008年12月19日期間，京畿道西南部地區共有7名女性相繼失蹤，而姜浩順被鎖定為此案的重大嫌疑人。雖然他起初否認連續殺人，但在警方出示相關證據後，最終承認殺害了包括該名軍浦女大學生在內7名被害人。
姜浩順自白，其所殺害的被害者包括3名KTV小姐、1名上班族、1名家庭主婦及2名女大學生。此外，2009年2月17日，他又坦承2006年9月7日時在江原道旌善郡，殺害了一名當時23歲的尹姓女公務員。同時警方調查發現，姜浩順於2005年10月30日涉嫌縱火燒毀京畿道安山市上綠區本五洞的岳母家，導致其岳母及妻子身亡，法院針對此案也判定他有罪。
姜浩順利用其和善的外表與車輛誘騙女性受害者，對其進行綁架、性侵及殺害，其作案手法與美國連續殺人犯泰德·邦迪極為相似。

## 個人生活
姜浩順出生於韓國忠清南道舒川郡的時初面一個偏遠的鄉村，家中有五個兄弟姐妹，他排行老三。在當時，出生登記經常延遲，他的出生登記日期因此記為1970年3月1日。姜浩順在當地完成了小學及中學教育，後於1989年從忠清南道扶餘郡一所農業高中畢業。在他的高中生活記錄中，曾被描述為「外貌端正且勤勉」，學業成績中上。畢業後，他以士官身分入伍，但在服役期間因休假時偷竊牛隻被逮捕，最終不名譽退伍。
從1992年至2005年間，姜浩順結過四次婚，並育有三名兒子。他在22歲時首次結婚，與第一任妻子育有兩名兒子，分別在當時年齡為16歲及14歲。此外，他的第三名兒子是與第二任妻子所生，當時年僅8歲。
1998年，姜浩順與第一任妻子離婚後，帶著兩名兒子搬到華城市一個村莊生活。一年後，他與第二任妻子再婚，但在第二任妻子懷孕期間又遷居至其他地點。他曾居住的地點，距離他第一位殺害的受害者埋屍地點約2公里。
2005年10月30日，姜浩順居住的房屋發生火災，導致他的第四任妻子及岳母喪生。當時警方經過三天的調查後，將火災認定為意外。然而，在受害者家屬的要求下，案件重新調查長達六個月，但仍未能發現任何新線索，最終將案件結案。2009年，隨著連續殺人案的調查展開，警方重新審視該起火災，認為姜浩順可能為了謀取保險金而故意縱火。一些媒體報導亦指出，火災發生當時，姜浩順的行為存在諸多可疑之處。

## 調查過程
姜浩順在被逮捕後，對於火災導致第四任妻子及岳母死亡的案件，他聲稱與自己無關。然而，他同時承認，正因為這起火災的發生，促使他下定決心開始連續殺人。2009年2月22日，檢方進一步查明，姜浩順縱火燒毀岳母家的目的是為了詐領保險金，並導致兩人死亡。然而，姜浩順始終否認此指控，堅稱自己無罪。
另外，在2008年11月，韓國忠清北道沃川郡也發生了類似的案件。另一名連續殺人犯金鍾武（當時43歲）於2006年6月10日凌晨1點，為奪取財產，縱火燒毀沃川郡沃川邑的自宅，導致他的父親（當時85歲）及母親（當時75歲）喪生。兩年後的2008年11月27日，他因不滿妻子揮霍無度，持刀將她殘忍殺害，並掐死兩歲的親生女兒以滅口。金鍾武於2009年4月8日被清州地方法院永同支院判處死刑，但同年9月17日經上訴後，刑期減為無期徒刑。

### 臉部公開爭議
2009年1月31日，《朝鮮日報》和《中央日報》分別在紙本報導及網站上公開了姜浩順的照片。然而，姜浩順在面對記者鏡頭時，極力遮掩自己的臉部。警方表示，基於尊重國家人權委員會的建議，在記者會及現場勘驗時，均未公開他的臉部照片。然而，隨著案件引發廣泛關注，警方提出修法建議，主張在特定情況下公開重罪犯的臉部照片。
兩家媒體辯稱，公開姜浩順的臉部照片是基於公益考量，屬於正當舉措。《朝鮮日報》甚至在2月2日刊登諷刺漫畫，批評人權委員會過於保護嫌疑犯的權利。對此，人權委員會表示，他們一般僅針對普通犯罪嫌疑人進行人權保護建議，針對像姜浩順這樣的兇惡罪犯，尚未就臉部公開問題進行正式裁定。

## 審判過程

### 第一審
姜浩順在審判過程中承認殺害7人，但對於2005年10月30日縱火燒毀岳母家，導致岳母及第四任妻子死亡的指控，強烈否認。水原地檢安山地檢署檢察官韓承憲於2009年4月8日的求刑庭中，以殺人、公共建築縱火致人於死罪及殺害直系血親罪等罪名，求處姜浩順死刑。隨後，2009年4月22日的宣判庭中，水原地方法院安山分院判決認定，姜浩順殺害10名婦女的行為構成反社會性犯罪，考量其犯行與動機，判處死刑。該判決指出，姜浩順殺害包括岳母與妻子的案件，證據確鑿，且其行為已危及社會安全，必須將其永遠隔離於社會之外。姜浩順對一審判決不服，提出上訴。

### 第二審
首爾高等法院刑事第三庭（庭長法官李聖浩）於2009年7月23日駁回姜浩順的上訴，並再次判處死刑。法院認定，姜浩順不僅否認縱火殺害岳母與妻子的罪行，還對其罪行缺乏任何悔意，甚至認為被捕只是運氣不好。他的這種態度顯示其再犯的可能性極高，必須與社會永久隔離。此外，法院認為其連續殺人案件對大眾造成極大衝擊，助長了社會不安與不信任，故極刑是不可避免的。姜浩順於上訴審後撤回再上訴，死刑判決正式確定。

## 被捕后
姜浩顺在被捕及被宣告死刑审判后，未表现出悔意。在服刑期间，他对同住的其他囚犯态度十分恶劣，甚至将他们視為奴僕，其行为引发了办案人员和狱警的关注。